# 오네 (이탈리아)

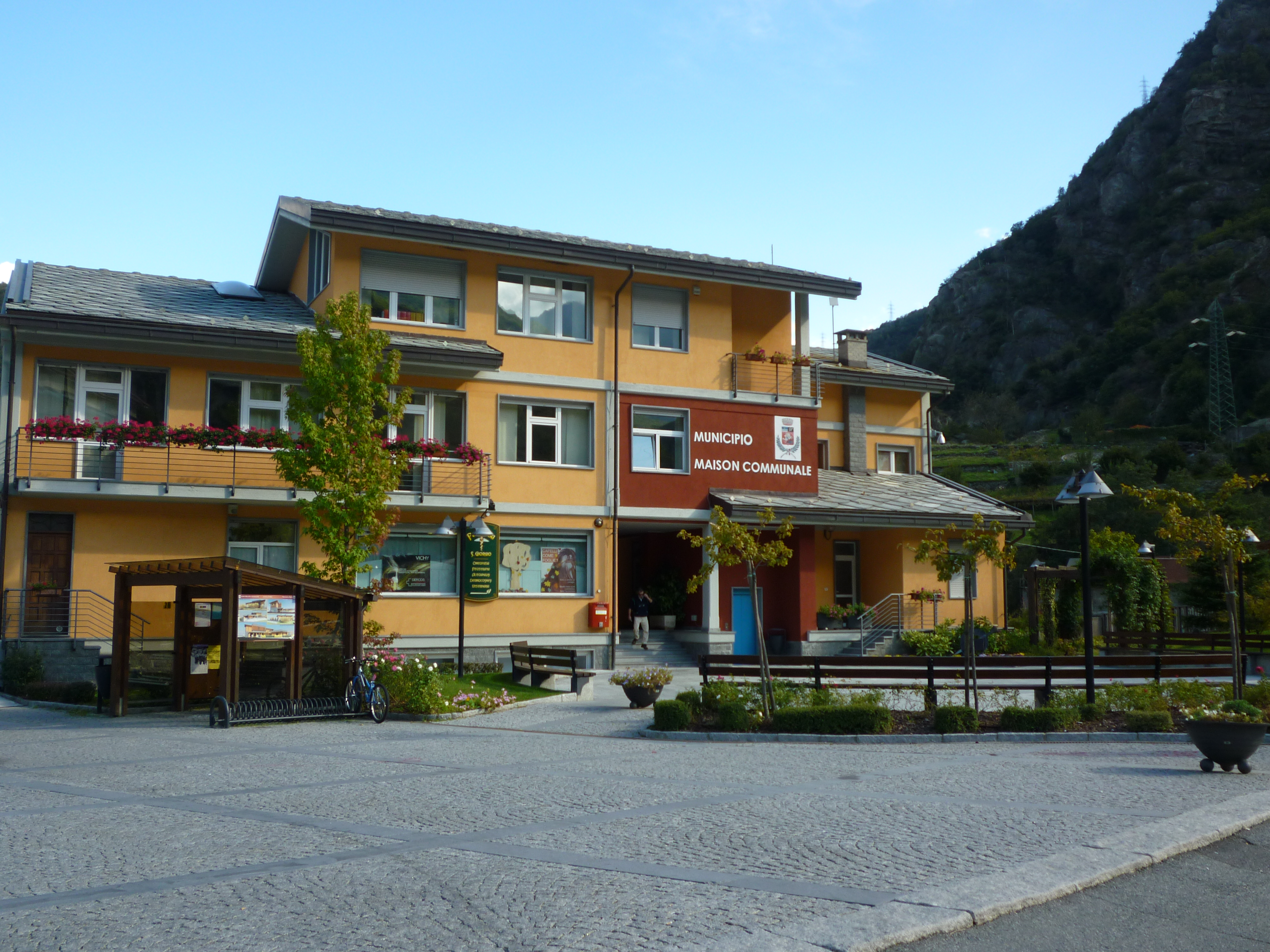

오네(Hône)는 이탈리아 북서부 발레다오스타주의 마을이자 코무네이다. 이 지역의 면적은 12 제곱킬로미터, 고도는 364미터이다. 인구 수는 2006년 12월 31일 기준으로 1,168명이다.

## 자매 도시
- 스웨덴 노라시 (2008년부터)